# Minucia ochrea
Minucia ochrea là một loài bướm đêm trong họ Erebidae.